# قائمة مقابر روسيا

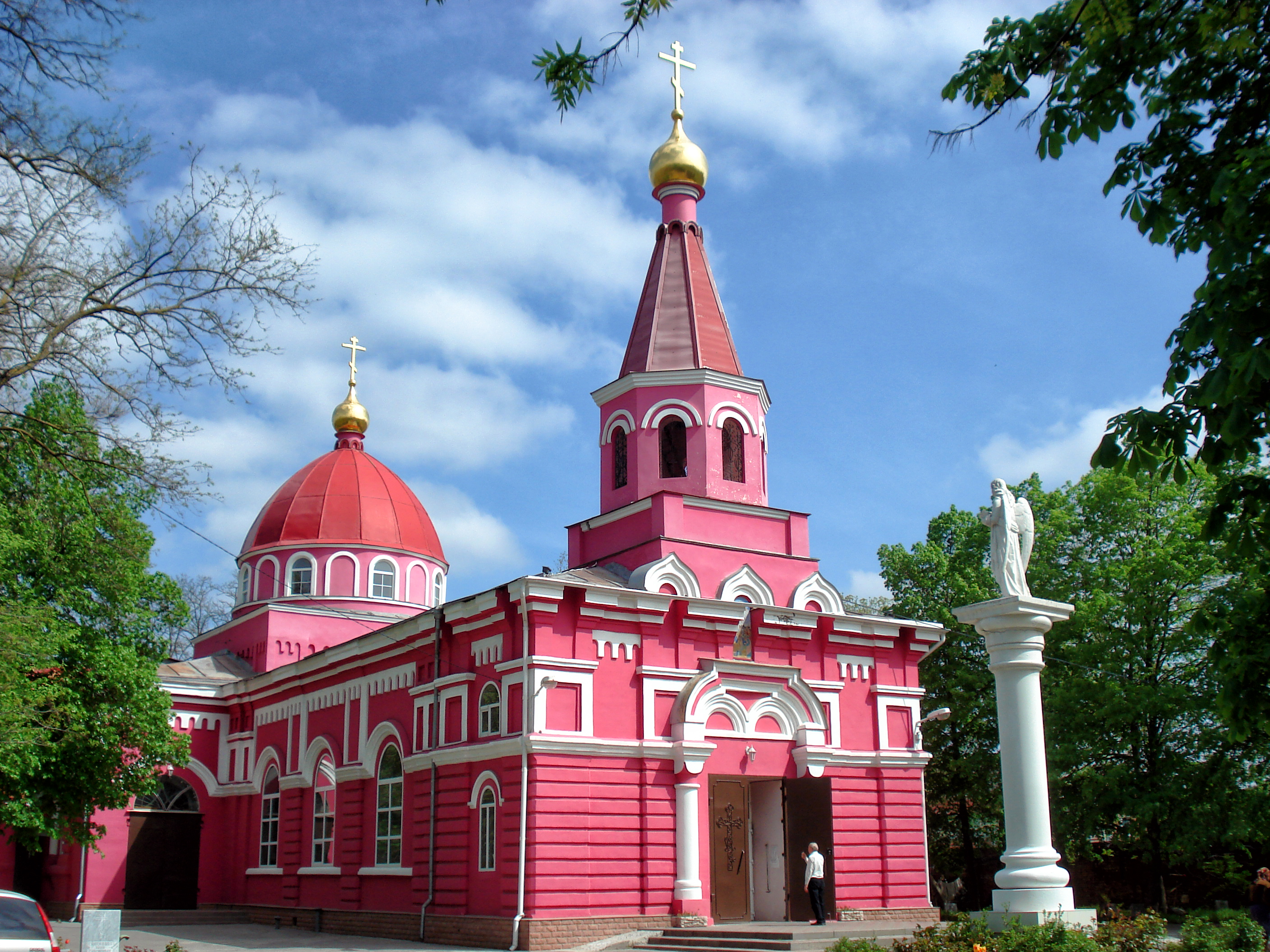
مقبرة الإخوة (روستوف-نا-دونو)

المقبرة أو الجبانة أو القرافة أو التربة هي مكان يدفن به الأموات سواء بشكل فردي أو جماعي وكانت بعض الحضارات تغالي في تزيين مقابر الملوك كما كان يصنع المصريون القدماء مثل مقبرة توت عنخ آمون، وأكبرها هي الأهرامات الموجودة في بقاع عديدة من العالم. و لا تقتصر المقابر على الاستخدام الآدمي فقط بل تتخذ بعض الحيوانات المقابر لأنفسها كما تفعل الأفيال.

## قائمة مقابر روسيا
تحتوي هذه القائمة على أسماء مقابر في روسيا.
- مقبرة الإخوة (روستوف-نا-دونو)
- مقبرة الإسكندر (روستوف-نا-دونو)
- مقبرة بيسكاريوفسكي
- مقبرة فاغانكوفو

- نوفوديفتشي